# Johann Kaspar Mayr von Baldegg
Johann Kaspar Mayr von Baldegg (Lucerna, 1652 – Roma, 1704) è stato un ufficiale svizzero, comandante della Guardia Svizzera.

## Biografia
Johann Kaspar Mayr von Baldegg nacque a Lucerna, era entrato giovanissimo nell'esercito svizzero militando dapprima come portabandiera nel corpo di guardia pontificio per poi essere trasferito a Milano come comandante delle truppe ausiliarie al soldo del re di Spagna.
Alla morte di Franz Pfyffer von Altishofen, dopo i disordini verificatisi dopo la sua amministrazione, Innocenzo XII era fermamente intenzionato ad accettare un altro uomo di fiducia proposto dalla città di Lucerna, purché non imparentato con la dinastia degli Altishofen che già da tre generazioni occupavano l'incarico di capitano della guardia svizzera pontificia (e lo occuperanno ancora successivamente). Nel 1696, pertanto, Johann Kaspar Mayr von Baldegg venne prescelto a questo ruolo e, dopo il giuramento, ottenne il riconoscimento dei privilegi strenuamente difesi anche dal suo predecessore.
Durante il suo periodo di governo, ad ogni modo, i disordini interni al corpo di guardia accrebbero e venne meno in particolar modo la disciplina. La situazione precipitò rovinosamente dopo che una sera, come narrano le cronache, vi fu una tremenda lite nell'osteria ove le guardie erano solite radunarsi la sera dopo il servizio diurno. La lite per essere sedata richiese anche l'intervento della polizia di Roma che arrestò molte delle guardie, il che fece peggiorare notevolmente i già tesi rapporti tra il ruolo di guardia degli svizzeri e la presenza della normale amministrazione di polizia della capitale dello Stato della Chiesa.
Alla morte di Johann Kaspar Mayr von Baldegg, nel 1704, papa Clemente XI decise di non eleggere più alcun comandante del corpo di guardia svizzero per un certo periodo, preferendo prendersi del tempo per decidere accuratamente circa le sorti della milizia. Al posto di "comandante provvisorio" venne nominato il tenente Johann Rudolf Pfyffer von Altishofen